# Епархия Соачи

Герб епархии Соачи

Епархия Соачи (лат. Dioecesis Soachaënsis) — епархия Римско-Католической церкви с центром в городе Соача, Колумбия. Епархия Соачи входит в митрополию Боготы. Кафедральным собором епархии Соачи является церковь Иисуса Христа Нашего Мира.

## История
6 августа 2003 года Римский папа Иоанн Павел II выпустил буллу «Frequenter fieri», которой учредил епархию Соачи, выделив её из архиепархии Боготы.

## Ординарии епархии
- епископ Daniel Caro Borda (6.08.2003 — 29.06.2016).
- епископ José Daniel Falla Robles (29.06.2016 — 01.05.2021).

## Источник
- Annuario Pontificio, Libreria Editrice Vaticana, Città del Vaticano, 2003, ISBN 88-209-7422-3
- Bolla Frequenter fieri (лат.)